# Chittagonische Sprache
Die chittagonische Sprache, auch Chittagonisch (Eigenbezeichnung: চিটাইঙ্গা) ist eine indoarische Sprache, die in der Division Chittagong in Bangladesch gesprochen wird. Es wird oft fälschlicherweise als ein Dialekt der bengalischen Sprache angesehen, obwohl die beiden nicht vollständig gegenseitig verständlich sind. Es wird geschätzt (2020), dass Chittagonisch 13 bis 16 Millionen Sprecher hat, hauptsächlich in Bangladesch. Sie gehört damit zu den 100 am meisten gesprochenen Sprachen weltweit. Eine Varietät der Sprache wird auch von den Rohingya in Myanmar gesprochen.

## Klassifikation
Chittagonisch ist Mitglied des bengalisch-assamesischen Unterzweigs der östlichen Gruppe der indoarischen Sprachen, einem Zweig der indogermanischen Sprachfamilie. Zu den Schwestersprachen gehören Sylheti, Rohingya, Chakma, Assamesisch und Bengalisch. Es stammt – wie alle Sprachen der östlichen Gruppe – vom Magadhi-Prakrit und letztendlich vom Alt-Indoarischen ab.

## Schrift
Historisch wurde die arabische Schrift als Schriftsystem verwendet. Die bengalische Schrift ist die heutzutage am häufigsten verwendete Schrift für die chittagonische Sprache.